# Byron Boyd

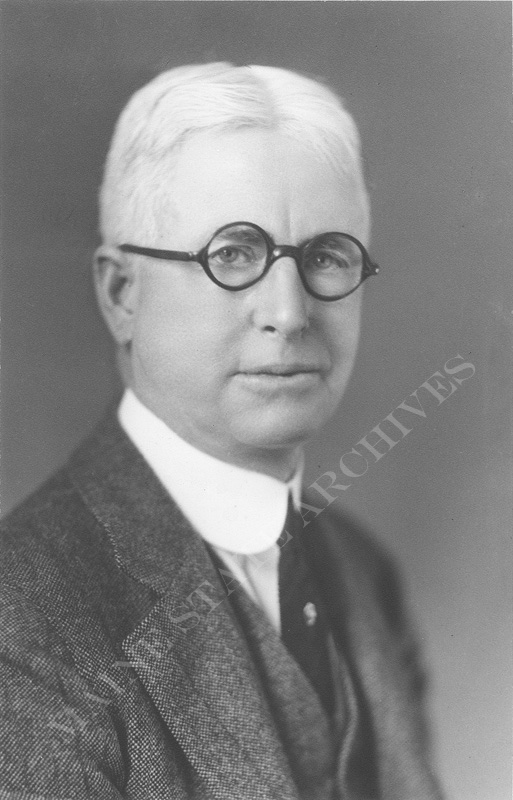
Robert Byron Boyd (um 1900)

Robert Byron Boyd (* 31. August 1864 in Victoria Corner, New Brunswick; † 1941) war ein US-amerikanischer Lehrer, Geschäftsmann und Politiker, der von 1897 bis 1906 Secretary of State von Maine war.

## Leben
Robert Byron Boyd war Sohn des Arztes Robert Boyd und Eliza J. Savage. Als er vier Jahre alt war, zog er mit seinen Eltern nach Linneus. Dort besuchte er die öffentlichen Schulen. Seinen Abschluss Bachelor of Arts machte er 1886 an der Houlton Academy in Colby.
Anschließend arbeitete er für ein Jahr als Lehrer in Bar Harbor und weitere zwei Jahre dort als Immobilienmakler. 1889 wurde er Mitarbeiter im Büro des Secretary of State of Maine. Nach einiger Zeit wurde er zum Stellvertretenden Secretary of State ernannt. Als Mitglied der Republikanischen Partei war er von 1897 bis 1906 Secretary of State of Maine. Von 1903 bis 1910 war er Vorsitzender der Republikanischen Staatskomitee. Delegierter der Republikanischen Versammlung von Maine war er in den Jahren 1904, 1908, 1924, 1932, 1936 und 1940.
Nachdem er das Amt des Secretary of State nicht mehr ausübte, arbeitete er in der Holzwirtschaft und kümmerte sich um Zederholzprodukte. So wurden Eisenbahnschwellen, Telegraphenmasten und Dachschindeln gefertigt.
Im Jahr 1895 heiratete er Lucy E. Burleigh (1874–1935), die Tochter des Gouverneurs von Maine Edwin C. Burleigh. Das Paar hatte drei Kinder, zwei Töchter und einen Sohn. Byron Boyd starb im Jahr 1941. Sein Grab befindet sich auf dem Forest Grove Cemetery in Augusta.